# Tallasio
Tallasio (in latino: Thallasius, ma anche Thalassius; ... – 353) è stato un politico romano della tarda antichità.

## Biografia
Quando l'imperatore romano Costanzo II si trovò a dover affrontare la ribellione di Magnenzio in occidente, decise di elevare al rango di caesar dell'Oriente il cugino Costanzo Gallo, uno dei pochi membri della dinastia costantiniana sopravvissuti alle purghe del 337. Per controllare meglio il cugino, decise di affiancargli degli uomini di propria fiducia: Tallasio, che aveva combattuto contro Magnenzio, venne nominato prefetto del pretorio d'Oriente (351), dunque comandante in capo dell'esercito, mentre Monzio Magno divenne capo della gerarchia civile. Il prefetto inviava regolarmente rapporti sull'operato del cesare all'imperatore.
In una occasione accadde che Gallo ordinasse la condanna a morte di un certo Clemazio di Alessandria d'Egitto, condanna eseguita dal comes orientis Onorato, il quale, però, andò poi a rapporto da Tallasio: il prefetto del pretorio protestò per l'ingerenza di Gallo in questioni che non lo riguardavano (il comminare una condanna a morte), sia con Gallo che direttamente con Costanzo. Poiché Costantina, la moglie di Gallo, aveva ottenuto la condanna di Clemazio in quanto pagata dalla suocera dell'alessandrino, molti membri del concilio cittadino di Antiochia accusarono loro colleghi con i quali erano in contrasto: Gallo li condannò a morte con l'accusa di aver speculato sul prezzo del grano, e solo l'intervento di Tallasio fece sì che questi esponenti del concilio cittadino fossero salvati, ribadendo la propria giurisdizione.
Tallasio morì di morte naturale nel 353, succeduto da Domiziano. Ebbe un figlio omonimo, anche lui nemico di Gallo e perciò odiato da Giuliano, il quale, però, lo perdonò.